# 涙の温度
「涙の温度」（なみだのおんど）は、シドの8作目のシングル。2007年12月5日にデンジャークルー・レコードから発売された。

## 概要
- インディーズ時代の最後のシングル[1]。
- インディーズ時代の作品の中で最高の売り上げを見せた。
- 初回限定盤Aに表題曲のPVのメイキング映像、初回限定盤Bに2007年の総集編形式の収録されたDVDがついている。
- 3タイプ共通で、初回プレス分にはコレクションカードが封入されている。全12種類(+α[2])で、全て揃えると裏面で1枚の画が完成する仕組みになっている。

## 収録内容
| 全作詞: マオ。 |                |           |          |      |
| #              | タイトル       | 作詞      | 作曲     | 時間 |
| 1.             | 「涙の温度」   | マオ      | 御恵明希 | 5:22 |
| 2.             | 「敬礼ボウイ」 | マオ      | しんぢ   | 3:37 |
| 合計時間:      | 合計時間:      | 合計時間: | 8:59     |      |

## 楽曲解説
1. 涙の温度
TBS系『2時っチャオ!』エンディングテーマ。
シドの曲の中[注釈 1]では最長の再生時間となっている。
ピアノやストリングス、ハープ、フルート等、様々な楽器を使った壮大なアレンジとなっている。シドの中では最も、使用された楽器が多い。
2. 敬礼ボウイ
メンバーが「メタルっぽい曲に挑戦してみよう」と作った曲。故に曲調は激しいものとなっており、男性限定ライヴ等で演奏された。
歌詞は主に戦争について書かれている。

## 収録アルバム
センチメンタルマキアート(#1)
Side B complete collection〜e.B〜 (#2)
SID ALL SINGLES BEST（#1）